# Raoul Couvert
Raoul François Fernand Robert Couvert, född 24 juni 1903 i Chambéry i Savoie, död där 20 februari 1983, var en fransk ishockeyspelare. Han var med i det franska ishockeylandslaget som kom på delad femte plats i de olympiska vinterspelen 1924 i Chamonix och på delad åttonde plats i de olympiska vinterspelen 1928 i Sankt Moritz.